# Phyllophaga suturalis
Phyllophaga suturalis är en skalbaggsart som beskrevs av Louis Alexandre Auguste Chevrolat 1865. Phyllophaga suturalis ingår i släktet Phyllophaga och familjen Melolonthidae. Inga underarter finns listade i Catalogue of Life.